# Elkin Barrera
Elkin Barrera (Medellín, Antioquia, Colombia; 14 de enero de 1983) es un futbolista colombiano. Juega de centrocampista. 

## Clubes
| Club                 | País     | Año         |
| -------------------- | -------- | ----------- |
| Bajo Cauca           | Colombia | 2005 - 2006 |
| Atlético Bello       | Colombia | 2007 - 2008 |
| Real Cartagena       | Colombia | 2008        |
| Rionegro Águilas     | Colombia | 2009 - 2010 |
| Fortaleza            | Colombia | 2011        |
| Atlético Bucaramanga | Colombia | 2012 - 2014 |
| Jaguares de Córdoba  | Colombia | 2015 - 2016 |
| Tigres               | Colombia | 2017        |
| Orsomarso            | Colombia | 2017 - 2018 |

## Palmarés

### Campeonatos nacionales
| Título    | Club            | País     | Año  |
| --------- | --------------- | -------- | ---- |
| Primera B | Real Cartagena  | Colombia | 2008 |
| Primera B | Itagüí Ditaires | Colombia | 2010 |